# フォールズ郡区 (ペンシルベニア州バックス郡)
フォールズ郡区（英: Falls Township）は、アメリカ合衆国ペンシルベニア州東部のバックス郡のタウンシップ（郡区）である。2010年の国勢調査での人口は34,300 人だった。タウンシップの中にはフェアレスヒルズ、レビットタウンの地区が入っている。近くにあるモリスビル・ボロの外にモリスビル郵便局があることで、フォールズ・タウンシップの一部をモリスビルと呼ぶことがあるが、これは間違いである。

## 歴史
1616年には既にオランダ人による開拓地が造られていた。1681年、ウィリアム・ペンがペンシルベニア植民地を設立する以前に、ウィリアム・バイルズなど多くの開拓者がフォールズとなった地域に入ってきていた。
この時期の開拓地としてフォールジントンが唯一連続して利用されているものである。フォールジントンは当時の村の典型だった交差点の村の例である。1663年に設立されたバックス郡庁舎がフォールジントンに建てられていたが、1705年にブリストル・ボロに移転された。バイルズ・アイランドのウィリアム・バイルズの家で最初の集会が開かれたフレンズ・ミーティングは、フォールジントンでサミュエル・バージスが寄付した土地6エーカー (24,000 m2) の土地に1690年頃に建てられた煉瓦造りの集会所の場所にあった。1690年にはまた、トマス・ジェニーもフォールズ月例集会のためにクエーカー墓地として使われる土地72エーカー (0.29 km2) を寄付した。ウィリアム・ペンがフォールズ・コモンのために120エーカー (0.49 km2) の土地を寄付した。タウンシップ自体は1692年に設立された。タウンシップの中に多くの村が存在し、その中でフォールジントンが社会や商業の活動の中心だった。モリスビルももう1つの著名な村だったが、1804年にボロになって分離された。タリータウンもやはり村だったが、1891年にボロになって分離した。その他に元はフォールズ・タウンシップとミドルタウン・タウンシップにあった村で、なくなったものとして、タイバーン、ペンバレー、ホイートシーフ、スリックビル、ドッグタウン、ペンズマナー、オックスフォードバレーがあった。
フォールジントンの成長が続き、住宅、宿屋、公共の建物、店舗、小さな工芸の店などができた。フェアレスヒルズとレビットタウンの町が建設されるまで、タウンシップの中では最大の村であり、長年商業の中心として機能していた。
1682年、ウィリアム・ペンがその公式の住宅であるペンズベリー・マナーの建設を始めた。フォールズ・タウンシップ内の広さ8,431エーカー (34.12 km2) の土地は、デラウェア川に沿ってフィラデルフィアへのアクセスが良いことから選ばれた。この島はペンの相続者が少しずつ売却していき、最後まで残されていた建物も1864年に破却された。1932年、最初の土地の中の小部分をペンシルベニア州が購入し、ペンズベリー・マナーの再建が始められた。ペンズベリー・マナーは現在歴史史跡となっており、一般に公開されている。1969年にアメリカ合衆国国家歴史登録財に指定された。
フォールズは主要な交通体系に近いことからその発展に大きな影響を受けた。その中で最初期のものはデラウェア川だった。町はデラウェア川の航行可能な上限にあった。1686年、植民地評議会がキングス・ハイウェイの建設を命令し、既にあったインディアン道に沿ってフィラデルフィアからニュージャージーのトレントンまで通り、その間にブリストル、フォールズ、モリスビルを通った。このキングス・ハイウェイは今日でもアメリカ国道13号線となり、最初のルートにかなり近い所を辿っている。18世紀から19世紀を通じて他にも町を通る道路やターンパイクが建設された。
19世紀から20世紀は他の交通手段が通った。イーストンからブリストルまでのデラウェア運河は1832年に開通した。フィラデルフィアからモリスビルを通ってトレントンに至る鉄道は1833年と1835年に建設された。この鉄道はペンシルバニア鉄道本線（ニューヨークとフィラデルフィア間）の一部になった。ペンシルバニア鉄道の「西トレントン」短縮路が19世紀末にフォールズの北部を通って建設された。これらの鉄道は現在、フィラデルフィアとトレントンの間で、南東ペンシルベニア交通局、アムトラック、コンレールの旅客と貨物の輸送に使われている。

## 地理
アメリカ合衆国国勢調査局に拠れば、領域全面積は26.6平方マイル (69 km2)であり、このうち陸地22.3平方マイル (58 km2)、水域4.3平方マイル(11 km2)であり、水域率は16.11%である。
フォールズ・タウンシップの中にはペンシルベニア州の南半分では最東端の点がある。

## 人口動態
2010年国勢調査時点での人種別人口構成は、非ヒスパニック白人84.1%、黒人5.8%、インディアン0.2%、アジア系4.2%、混血2.1%、ヒスパニック系4.4%となっていた。
以下は2000年国勢調査による人口統計データである。
| 基礎データ - 人口: 34,865 人（2000年から9.7%成長） - 世帯数: 13,170 世帯 - 家族数: 9,403 家族 - 人口密度: 604.2人/km2（1,565.0 人/mi2） - 住居数: 13,528 軒 - 住居密度: 234.4軒/km2（607.2 軒/mi2） 人種別人口構成 - 白人: 90.22% - アフリカン・アメリカン: 4.89% - ネイティブ・アメリカン: 0.16% - アジア人: 2.58% - 太平洋諸島系: 0.02% - その他の人種: 0.77% - 混血: 1.37% - ヒスパニック・ラテン系: 2.35% 年齢別人口構成 - 18歳未満: 25.8% - 18-24歳: 7.9% - 25-44歳: 31.8% - 45-64歳: 21.8% - 65歳以上: 12.7% - 年齢の中央値: 36歳 - 性比（女性100人あたり男性の人口） - 総人口: 94.9 - 18歳以上: 92.1 | 世帯と家族（対世帯数） - 18歳未満の子供がいる: 35.1% - 結婚・同居している夫婦: 54.5% - 未婚・離婚・死別女性が世帯主: 12.1% - 非家族世帯: 28.6% - 単身世帯: 23.4% - 65歳以上の老人1人暮らし: 9.0% - 平均構成人数 - 世帯: 2.64人 - 家族: 3.15人 収入と家計 - 収入の中央値 - 世帯: 50,129米ドル - 家族: 57,033米ドル - 性別 - 男性: 41,200米ドル - 女性: 30,117米ドル - 人口1人あたり収入: 22,376米ドル - 貧困線以下 - 対人口: 5.5% - 対家族数: 3.7% - 18歳未満: 5.9% - 65歳以上: 4.8% |